# Megalomastomatidae
Megalomastomatidae zijn een familie van weekdieren uit de klasse van de Gastropoda (slakken).

## Taxonomie
De volgende taxa zijn bij de familie ingedeeld:
- Onderfamilie Cochlostomatinae Kobelt, 1902
  - Geslacht Apolloniana Brandt, 1958
  - Geslacht Cochlostoma Jan, 1830
  -  † Geslacht Electrea Klebs, 1886
  - Geslacht Obscurella Clessin, 1889
  -  † Geslacht Proelektrea Hrubesch, 1965
  - Geslacht Rara A.J. Wagner, 1897
  - Geslacht Rhabdotakra A. J. Wagner, 1897
  - Geslacht Striolata A.J. Wagner, 1897
- Onderfamilie Megalomastomatinae W.T. Blanford, 1864
  - Geslacht Acroptychia Crosse & P. Fischer, 1877
  - Geslacht Aperostoma Troschel, 1847
  - Geslacht Boucardicus Fischer-Piette & Bedoucha, 1965
  - Geslacht Chondrocyclus Ancey, 1898
  - Geslacht Cyclojamaicia Bartsch, 1942
  - Geslacht Cyclopilsbrya Bartsch, 1942
  - Geslacht Cyclopomops Bartsch & Morrison, 1942
  - Geslacht Cyclovendreysia Bartsch, 1942
  - Geslacht Farcimen Troschel, 1847
  - Geslacht Farcimoides Bartsch, 1942
  - Geslacht Hainesia L. Pfeiffer, 1857
  - Geslacht Madecataulus Fischer-Piette & Bedoucha, 1965
  - Geslacht Madgeaconcha Griffiths & Florens, 2004
  - Geslacht Megalomastoma Swainson, 1840
  - Geslacht Naggsiaconcha Griffiths & Florens, 2004
  - Geslacht Neopupina Kobelt, 1902
  - Geslacht Rugicyclotus Morrison, 1955
  - Geslacht Tomocyclus Crosse & P. Fischer, 1872